# Jack Grealish
Jack Peter Grealish (Birmingham, 10. rujna 1995.) engleski je nogometaš koji igra na poziciji lijevog krila. Trenutačno igra za Manchester City.

## Klupska karijera

### Omladinska karijera
Kao šestogodišnjak 2001. godine prešao je iz Highgate Uniteda u Aston Villu. Sa selekcijom do 19 godina osvojio je NextGen Series 2012./13.

### Notts County (posudba)
Dana 13. srpnja 2013. Aston Villa je poslala Grealisha na posudbu u Notts County do 13. siječnja 2014. Za Notts County je debitirao idući dan i to u utakmici League Onea u kojoj je njegov novi klub izgubio 1:3 od Milton Keynes Donsa. Svoj prvi gol za Notts County postigao je 7. prosinca kada je Gillingham poražen 3:1. Dana 17. siječnja 2014. Grealisheva posudba je produljena do kraja sezone.

### Aston Villa
Za Aston Villu je debitirao 7. svibnja 2014. u utakmici Premier lige u kojoj je Aston Villa izgubila 0:4 od Manchester Cityja. Grealish je nastupao u finalu FA kupa 2015. u kojem je Arsenal porazio Aton Villu 4:0. Svoj prvi gol za klub postigao je 13. rujna 2015. u ligaškoj utakmici u kojoj je Leicester City slavio 3:2. Aston Villa je završila na zadnjem mjestu Premier lige 2016./17. te je stoga ispala u Championship. Grealish je u toj sezoni Premier lige igrao 16 puta te je Aston Villa izgubila u svim tim utakmicama. Grealish je time srušio rekord za najgoru sezonu u povijesti Premier lige kojeg je prethodno držao Sean Thornton. Sunderland je u sezoni 2002./03. izgubio svih 11 utakmica u kojima je Thornton igrao. Grealish je s Aston Villom ostvario plasman u Premier ligu tako što je njegov klub pobijedio Derby County 2:1 u finalu doigravanja Championshipa 2018./19. U sezoni 2019./20. Premier lige Grealish je bio fauliran 167 puta. Time je postao igrač nad kojim je ostvaren najveći broj faulova u jednoj sezoni Premier lige. Na kraju sezone Grealish je proglašen najboljim igračem Aston Ville za tu sezonu. Te je sezone bio najbolji strijelac kluba postigavši osam golova u ligi i deset u svim natjecanjima. Dana 4. listopada 2020. Grealish je postigao dva gola i tri asistencije u ligaškoj utakmici protiv Liverpoola koji je izgubio 7:2. To je bio najgori poraz Liverpoola u 57 godina te prvi put u povijesti Premier lige da je prošlosezonski prvak primio sedam golova.

### Manchester City
Dana 5. kolovoza 2021. Manchester City je objavio da je s Grealishom potpisao šestogodišnji ugovor. Aston Villa je za taj transfer dobila 100 milijuna funti (117,5 milijuna eura) te je Grealish time postao najskuplji engleski nogometaš u povijesti, a iznos njegovog transfera najveći kojeg je platio neki engleski klub. Grealishu je dodijeljen je dres s brojem 10 kojeg je prethodno nosilo Sergio Agüero, klupska legenda koji je mjesec dana ranije napustio klub nakon deset sezona. Za City je debitirao u ligi 15. kolovoza protiv Tottenham Hotspura od kojeg je City izgubio 1:0. Svoj prvi gol za klub postigao je šest dana kasnije u ligaškoj utakmici protiv Norwich Cityja koji je poražen 5:0. Postigao je gol u svom debitantskom nastupu za klub u UEFA Ligi prvaka odigranom 15. rujna protiv RB Leipziga kojeg je City dobio 6:3. S Manchester Cityjem je 10. lipnja 2023. osvojio UEFA Ligu prvaka 2022./23. dobivši Inter Milan 1:0 u finalu. Uspješno je realizirao penal u UEFA Superkupu 2023. u kojem je Manchester City dobio Sevillu 5:4 na penale, nakon što je susret završio 1:1.

### Everton (posudba)
Dana 12. kolovoza 2025. posuđen je Evertonu do kraja sezone.

## Reprezentativna karijera
Grealish je nastupao za omladinske selekcije Irske sve do 28. rujna 2015. kada je odlučio da će nastupati za Englesku. Sa selekcijom Engleske do 21 godine osvojio je 2016. godine Festival international espoirs – Tournoi Maurice-Revello. Za A selekciju Engleske debitirao je 8. rujna 2020. u utakmici bez golova odigrane protiv Danske. Dana 1. lipnja 2021. Grealish je imenovan članom engleske momčadi za odgođeno Europsko prvenstvo 2020. S Engleskom je osvojio srebro na tom natjecanju. Svoj prvi gol za reprezentaciju postigao je protiv Andore 9. rujna 2021. kada je Engleska pobjedila 5:0.

## Priznanja

### Individualna
- Nagrada Irskog nogometnog saveza za najboljeg irskog igrača do 17 godina: 2012.[40]
- Nagrada Irskog nogometnog saveza za najboljeg irskog igrača do 21 godine: 2015.[41]
- Igrač sezone Aston Ville: 2014./15.[42]
- Član PFA Momčadi godine: 2018./19. (Championship)[43]
- Igrač sezone Aston Ville: 2019./20.[44]

### Klupska
Aston Villa
- Championship (doigravanje): 2019.[45]
- Finalist FA kupa: 2014./15.[15]
- Finalist Liga kupa: 2019./20.[46]

Manchester City
- Premier liga: 2021./22., 2022./23., 2023./24.[3]
- FA kup: 2022./23.;[47] 2023./24.,[48] 2024./25.[49]
- UEFA Liga prvaka: 2022./23.[50]
- UEFA Superkup: 2023.[51]
- FIFA Svjetsko klupsko prvenstvo: 2023.[52]

### Reprezentativna
Engleska do 21 godine
- Festival international espoirs – Tournoi Maurice-Revello: 2016.[53]

Engleska
- Finalist Europskog prvenstva: 2020.[38]

## Vanjske poveznice
- Profil, Aston Villa
- Profil, Engleski nogometni savez
- Profil, Irski nogometni savez